# Bicknell-fülemülerigó
A Bicknell-fülemülerigó (Catharus bicknelli) a madarak osztályának verébalakúak (Passeriformes) rendjébe és a rigófélék (Turdidae) családjába tartozó faj.

## Rendszerezése
A fajt Robert Ridgway amerikai ornitológus írta le 1882-ben, a Hylocichla nembe Hylocichla aliciae bicknelli néven, majd Catharus minimus bicknelli néven jegyezték. Nevét és tudományos faji nevét Eugene Bicknell amerikai amatőr ornitológus tiszteletére kapta.

## Előfordulása
Kanada és az Amerikai Egyesült Államok keleti részén költ, telelni a Dominikai Köztársaság, Haiti, Kuba,Jamaica és Puerto Rico területére vonul.
A természetes élőhelye szubtrópusi és trópusi síkvidéki és hegyi esőerdők, valamint mérsékelt övi erdők, valamint vidéki kertek. Vonuló faj.

## Megjelenése
Átlagos testhossza 17 centiméter, testtömege 24-30 gramm.

## Életmódja
Rovarokkal táplálkozik, ősszel és télen kiegészíti gyümölcsökkel és bogyókkal.